# Jean Boudet
Pour les articles homonymes, voir Boudet.
Jean Boudet, né le 9 février 1769 à Bordeaux et mort le 14 septembre 1809 à Moravské Budějovice, en République tchèque, est un général français de la Révolution et de l’Empire. Il est inhumé à Bergerac en Dordogne. Une grande partie de sa carrière militaire se déroula outre-mer (Guadeloupe, Haïti…).

## Biographie

### Du sous-lieutenant au général de division
Boudet commence sa carrière militaire en 1784, en qualité de sous-lieutenant dans la légion de Maillebois. Il est ensuite dragon au régiment de Penthièvre le 22 octobre 1785. Il obtient son congé le 10 avril 1788 et se retire dans sa famille à Bordeaux. Lors de la formation des gardes nationales, il entre comme lieutenant dans le 7e bataillon de volontaires de la Gironde le 5 août 1792, avant de recevoir son brevet de capitaine le 18 octobre 1792. Il se distingue par une rare bravoure au combat de Château-Pignon, le 6 juin 1793.
Il assiste au siège de Toulon et à la guerre de la Vendée en 1794. Le 21 avril, il part de l'île de Ré pour la Guadeloupe avec le grade de lieutenant-colonel, aux côtés de Victor Hugues. La Guadeloupe est alors occupée par les Anglais. Il débarque à la pointe des Salines et s'empare du fort Fleur d'épée et de la ville de Pointe-à-Pitre, vigoureusement défendus par l'ennemi. Ce fait d'armes lui vaut d'être nommé chef de brigade le 18 juin 1794. Le 14 décembre 1795, il devient général de brigade et commandant en chef de l'armée de Guadeloupe. Il se marie le 28 décembre 1794 à Pointe-à-Pitre avec Marie Joseph Elisabeth Augustine Darboussier.
Il achève la conquête de l'île par une série de succès. Il est élevé au grade de général de division le 20 octobre 1796, sur recommandation des directeurs Victor Hugues et Lebas. C'est Boudet qui, à la tête de quelques dragons, réprime la rébellion de Lamentin en décembre 1797. Au bout de deux ans, après avoir mis l'île en état de défense, il revient en France en avril 1799 pour prendre part à la campagne de Hollande, sous le commandement du général Brune. Après le 18 brumaire, il est affecté à l'armée de réserve sous les ordres du général Berthier, destinée à partir pour l'Italie. Chef de l'avant-garde lors de la seconde campagne d'Italie de Napoléon Bonaparte, il s'y distingue à la tête de sa division par plusieurs actions d'éclat, particulièrement à Lodi et à Marengo, où il est blessé.

### L'expédition de Saint-Domingue
À peine les pourparlers de paix avec l'Angleterre signés à Londres le 1er octobre 1801, il est désigné pour participer à l'expédition en préparation pour Saint-Domingue. Comme plusieurs autres chefs de cette expédition — comme Edme Étienne Borne Desfourneaux ou Donatien-Marie-Joseph de Rochambeau —, il est choisi pour son expérience coloniale. Il est donc placé le 8 octobre à la tête des troupes réunies à Rochefort, qui forment le noyau de sa division lors de l'expédition de Saint-Domingue pour écraser la révolution haïtienne.
Il quitte Brest le 11 décembre 1801 et débarque le 5 février 1802 à Port-au-Prince. Traitant les habitants avec égards, quelle que soit leur couleur, il y est bien accueilli. Opérant isolément du reste des troupes de Leclerc, il s'empare tout aussi facilement de Léogâne le 11 février, mais suit ensuite la piste sanglante de Dessalines jusqu'à Saint-Marc le 25 février, puis à la Crête-à-Pierrot. Montant à l'assaut de cette redoute le 11 mars, il y est blessé d'un coup de mitraille au talon et doit abandonner le commandement de sa division, qui passe sous l'autorité de Rochambeau. Pendant ce temps, à la Guadeloupe, le gouvernement provisoire de Magloire Pélage, souhaitant prouver sa fidélité au gouvernement de métropole, demande au général Leclerc de lui envoyer le général Boudet pour prendre le commandement de l'île en attendant que Paris y envoie officiellement un nouveau gouverneur. Boudet reste très apprécié des habitants de la Guadeloupe depuis ses précédents séjours dans l'île.
Il quitte donc Saint-Domingue pour la Guadeloupe le 21 avril 1802. Cependant, l'expédition du général Antoine Richepanse atteint cette île avant lui le 6 mai. La politique brutale de son commandant met immédiatement le feu aux poudres, engendrant l'insurrection de Louis Delgrès et ses compagnons. La présence de Boudet le 28 mai devenant inutile à la Guadeloupe, il retourne rapidement à Saint-Domingue où il est placé à la tête de la division du Nord en septembre. Leclerc le renvoie finalement en France le 28 septembre pour informer le premier Consul de sa situation dramatique. C'est une mission de confiance, donnée à un officier dont il loue les mérites. Pourtant, plus tard, Leclerc l'accuse dans sa correspondance de s'être enrichi de manière malhonnête pendant son séjour à Saint-Domingue.

### Général de l'Empire
De retour en France, le général Boudet est accueilli en héros. Il est d'abord nommé au commandement de la 1re division d’infanterie du corps du général Victor le 26 octobre 1803, en Hollande, avant de passer peu après au corps du général Marmont au camp d'Utrecht le 5 février 1804. Il fait la campagne de 1805 sous ce général, puis est envoyé à l’armée d’Italie en 1806. En 1807, il est en Allemagne et prend part au siège de Kolberg sous les ordres de Murat. Après la paix de Tilsitt, il s'empare également de la forteresse de Stralsund. En récompense de ses services, Napoléon Ier lui confère le titre de comte de l'Empire en 1808, auquel s'ajoute un revenu de 30 000 francs sur la Poméranie suédoise.
Boudet prend garnison dans les villes hanséatiques. Il est aux premières loges pendant la campagne d'Autriche de 1809, à la tête de la 4e division du IVe corps d'armée du maréchal Masséna. Le général Boudet assiste à la prise de Vienne, puis s'illustre lors de sa défense acharnée du village d'Essling les 21 et 22 mai 1809, en transformant en fortin inexpugnable le grenier à grain de la ville. De l'aveu de l'Empereur lui-même, c'est à la conduite du général Boudet que les Français eurent la victoire d'Aspern. Il perd toutefois son artillerie lors de la bataille de Wagram le 6 juillet et s’attire, selon Jean Tulard, de vifs reproches publics de Napoléon et se serait même suicidé (selon Georges Six). Il meurt en réalité probablement de complications de la goutte et d'épuisement mais garde intacte l'estime de l'Empereur qui aurait dit à l'annonce de sa mort le 14 septembre 1809 : « Qui diable vais-je trouver pour remplacer Boudet ? ».

## Considérations
D'après l'historien haïtien A. Beaubrun Ardouin, peu suspect de francophilie, le général Boudet fait preuve durant la campagne de Saint-Domingue d’une humanité rare envers les soldats ennemis ou prisonniers, forçant le respect de ses adversaires.

## Décorations
- Grand officier de la Légion d'honneur le 2 juin 1809. Sa croix de grand officier est une pièce de joaillerie en or et en argent sertie de diamants et d'émeraudes unique au monde. Mise en vente en 2025 par un collectionneur privé[2], elle fait l'objet d'une souscription de la Société des amis du Musée de la Légion d'Honneur pour rentrer dans les collections du musée[3].
- Chevalier de l'Ordre de la Couronne de Fer (ordre honorifique du royaume d'Italie).
- Grand-croix de l'Ordre du Dannebrog (ordre honorifique du royaume du Danemark).

## Titres
- Comte de l'Empire en 1808.

## Hommages et honneurs

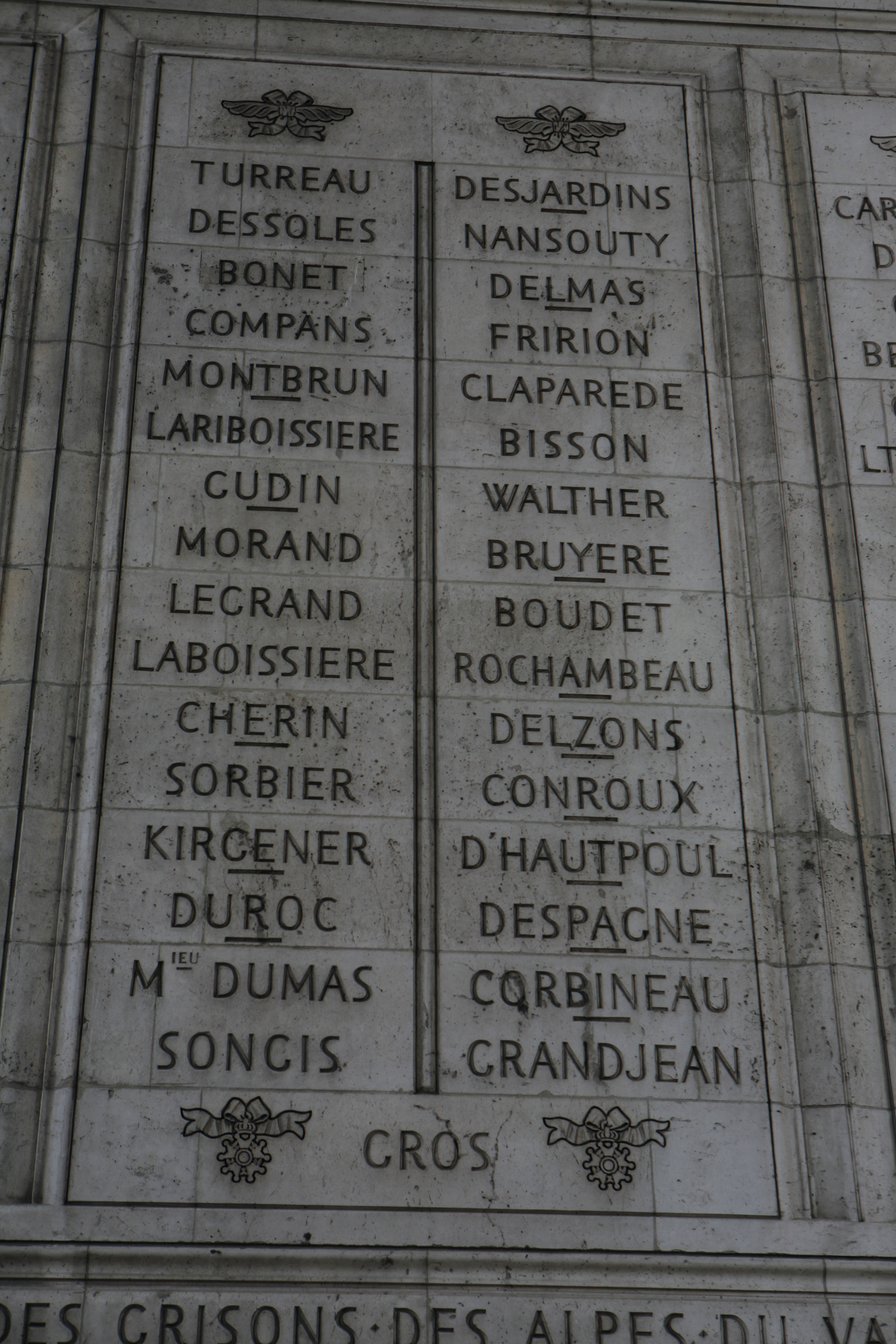
Noms gravés sous l'arc de triomphe de l'Étoile, pilier Est, 15e et 16e colonnes.

Il existe en France plusieurs rues dénommées « Boudet » sans précision de prénom, notamment à Reims ou à Beaumont-en-Gâtinais (Seine-et-Marne) mais de nombreux homonymes peuvent expliquer ces patronages. En revanche Jean Boudet a donné son nom par endroits sans ne laisser aucun doute :
- Le nom de BOUDET est gravé au côté Est, 16e colonne de l’arc de triomphe de l’Étoile, à Paris.
- Une caserne construite à Bordeaux entre 1876 et 1879 porte son nom (Caserne Boudet) ainsi qu'une rue 2 kilomètres plus au nord passant derrière la Place des Quinconces. La caserne sise rue de Pessac est aujourd'hui désaffectée et abrite désormais une résidence du CROUS et la Direction régionale des services pénitentiaires de Bordeaux.

## Armoiries
| Figure | Blasonnement |
|        | Armorial des comtes de l'Empire Ecartelé : au 1, des comtes militaires; au 2, d'argent à la montagne de sinople, surmontée de murs incendiés de gueules, jetant de la fumée de sable, et senestrée d'un palmier de sable (alias de sinople); au 3, d'argent au canon affûté de sable, terrassé de sinople, adextré d'un palmier au naturel, et senestré d'une mer d'azur; au 4, de gueules au vol d'aigle d'àrgeut. |